# Маллинен, Юкка
Ю́кка Ма́ллинен (фин. Jukka Mallinen; род. 3 июня 1950, Лахти, Финляндия) — финский поэт, эссеист, славист, переводчик русской литературы на финский язык.
В 1972—1978 годах учился в Московском Государственном Университете, где получил степень кандидата филологических наук. После окончания университета стал переводить русскую литературу на финский язык.

## Поэтическое творчество
Юкка Маллинен пишет стихи на финском языке, преимущественно верлибром. Его стихи выходили отдельными изданиями на русском и казахском языках:
1. «Новый Валаам» (Санкт-Петербург, Борей-Арт, 1994; пер. Виктор Кривулин)
2. «Балтык самалы» (Алматы, Жибек жолы, 1998; пер. Дагитали Стамбекули)

Поэзия Юкки Маллинена переведена также на киргизский, эстонский, литовский и белорусский языки. Эссеистика — на шведский и английский.

## Переводы
Переводил на финский язык творчество русских авторов, включая следующих:
Иосиф Бродский,
Алексей Парщиков, 
Ольга Седакова,
Бахытжан Канапьянов, Илья Кутик,
Дмитрий Александрович Пригов,
Лев Рубинштейн,
Сергей Гандлевский,
Тимур Кибиров,
Егор Радов,
Мухаммад Салих,
Владимир Сорокин,
Виктор Ерофеев,
Евгений Попов,
Виктор Кривулин,
Михаил Берг,
Анна Политковская,
Григорий Пасько,
Аркадий Драгомощенко,
Сергей Завьялов,
Игорь Котюх.

## Составитель антологий
Юкка Маллинен перевел и составил ряд антологий по современной русской литературе:
1. Антология современной русской авангардной поэзии «Päämäärä vie meitä ympyrää» («Нас круговодит цель»). —  Helsinki: Tamara-press, 1989. — 109 с. ISBN 951-8994-01-3.
2. Антология современной русской прозы «Hauskat hautajaiset» («Веселые похороны»). — Helsinki: Orient Express, 1991. — 348 с. ISBN 951-615-774-2.
3. Антология финской и русской прозы «Seitsemän sisarusta» (букв. «Семь сестер», параллельное заглавие на русском языке в книге — «Семь братьев»). — [Jyväskylä]: Atena, 1996. — 160 с. ISBN 951-796-045-X.
4. Антология финской и русской поэзии «Kuka puhuu» («Кто говорит»). — Jyväskylä: Atena, 1997. — 175 с. ISBN 951-796-098-0.